# Біла (Мокра)
Біла (Мокра) (рос. Белая (Мокрая)) — річка в Україні, у Довжанському районі Луганської області. Права притока Сіверського Дінця (басейн Дону).

## Опис
Довжина річки 15 км, похил річки 8,4  м/км. Площа басейну водозбору 279  км². Річка формуєьться багатьма безіменними струмками та 5 загатами.

## Розташування
Бере початок на північно-східній стороні від міста Отаманівка. Тече переважно на північний схід через Липове, Радісне та Давидо-Микільське і впадає у річку Сіверський Донець, праву притоку Дону.
Населені пункти вздовж берегової смуги: Дружне, Габун, Водоток, Пантеліївка.
Біля витоку річки проходить залізнична дорога.

## Цікаві факти
- У минулому столітті на річці існували водокачка, артезіанський колодязь, а у селі Давидо-Микільське — газгольдер та газова свердловина[2].